# Mimosa obovata
Mimosa obovata är en ärtväxtart som beskrevs av George Bentham. Mimosa obovata ingår i släktet mimosor, och familjen ärtväxter. Inga underarter finns listade i Catalogue of Life.